# Navier-Cauchy-Gleichungen
Die Navier-Cauchy-, Navier- oder Navier-Lamé-Gleichungen (nach Claude Louis Marie Henri Navier, Augustin-Louis Cauchy und Gabriel Lamé) sind ein mathematisches Modell der Bewegung – inklusive Deformation – von elastischen Festkörpern. Bei der Herleitung der Modellgleichungen wird sowohl geometrische als auch physikalische Linearität (lineare Elastizität) vorausgesetzt. Die Gleichungen lauten koordinatenunabhängig vektoriell
{\displaystyle {\begin{aligned}\varrho {\ddot {\vec {u}}}&=G\left[\Delta {\vec {u}}+{\frac {1}{1-2\nu }}\nabla (\nabla \cdot {\vec {u}})\right]+\varrho {\vec {k}}\\&=G\left[\Delta {\vec {u}}+{\frac {1}{1-2\nu }}{\rm {grad{\big (}div}}({\vec {u}}){\big )}\right]+\varrho {\vec {k}}\end{aligned}}}
oder in kartesischen Koordinaten
{\displaystyle \varrho {\frac {\partial ^{2}u_{i}}{\partial t^{2}}}=G\sum _{k=1}^{3}\left[{\frac {\partial ^{2}u_{i}}{\partial x_{k}^{2}}}+{\frac {1}{1-2\nu }}{\frac {\partial ^{2}u_{k}}{\partial x_{i}\partial x_{k}}}\right]+\varrho k_{i}\;,\quad i=1,2,3}
Es handelt sich um ein partielles Differentialgleichungssystem zweiter Ordnung in drei unbekannten Verschiebungen {\displaystyle {\vec {u}}({\vec {x}},t)}, die im Allgemeinen sowohl vom Ort {\displaystyle {\vec {x}}} als auch von der Zeit t abhängen. Verschiebungen sind die Wege, die die Partikel eines Körpers bei einer Bewegung – inklusive Deformation – zurücklegen. Die Materialparameter ϱ, G und ν sind die Dichte, der Schubmodul bzw. die Querkontraktionszahl, 𝜵, Δ = 𝜵2, grad und div der Nabla-, Laplace-, Gradienten- bzw. Divergenzoperator und {\displaystyle \varrho {\vec {k}}} repräsentiert eine volumenverteilte Kraft, wie die Schwerkraft eine ist.
Jedes Material im festen Aggregatzustand hat einen mehr oder weniger ausgeprägten linear-elastischen Bereich, zumindest bei kleinen und langsamen Verformungen, die bei vielen Anwendungen, vor allem im technischen Bereich, vorliegen.

## Historisches
Claude Louis Marie Henri Navier leitete diese, nach ihm benannte Gleichung 1821 aus einem molekularen Modell ab, das auf Materialien mit identischen ersten und zweiten Lamé-Konstanten beschränkt ist. Die allgemeinere, hier vorgestellte Gleichung mit zwei verschiedenen Elastizitätskonstanten, erschien erstmals in einer Arbeit von Cauchy 1828.

## Herleitung
Ausgangspunkt ist das erste Cauchy-Euler’sche Bewegungsgesetz bei kleinen Verschiebungen
{\displaystyle \varrho {\ddot {\vec {u}}}=\nabla \cdot {\boldsymbol {\sigma }}+\varrho {\vec {k}}}
das der Impulsbilanz entspricht. Zusätzlich zu den eingangs beschriebenen Variablen tritt hier der infolge des Drallsatzes symmetrische Spannungstensor σ auf. Dessen Abhängigkeit von den Verschiebungen ergibt sich mit dem linearisierten Verzerrungstensor
{\displaystyle {\boldsymbol {\varepsilon }}={\frac {1}{2}}(\nabla \otimes {\vec {u}}+\nabla \otimes {\vec {u}}^{\top })={\frac {1}{2}}(\operatorname {grad} ({\vec {u}})^{\top }+\operatorname {grad} ({\vec {u}}))}
aus dem Hooke’schen Gesetz:
{\displaystyle {\begin{aligned}{\boldsymbol {\sigma }}&=2G\left[{\boldsymbol {\varepsilon }}+{\frac {\nu }{1-2\nu }}\mathrm {Sp} ({\boldsymbol {\varepsilon }})\mathbf {1} \right]\\&=G\left[\nabla \otimes {\vec {u}}+\nabla \otimes {\vec {u}}^{\top }+{\frac {\nu }{1-2\nu }}\mathrm {Sp} \left(\nabla \otimes {\vec {u}}+\nabla \otimes {\vec {u}}^{\top }\right)\mathbf {1} \right]\\&=G\left[\nabla \otimes {\vec {u}}+\nabla \otimes {\vec {u}}^{\top }+{\frac {2\nu }{1-2\nu }}(\nabla \cdot {\vec {u}})\mathbf {1} \right]\end{aligned}}}
Das Superskript ⊤ steht für die Transposition des dyadischen Produkts ⊗, 1 für den Einheitstensor und der Operator Sp extrahiert die von der Transposition unbeeinflusste Spur, die bei dem Gradient eines Vektorfeldes gleich der Divergenz desselben ist. Die im ersten Cauchy-Eulerschen Bewegungsgesetz auftretende Divergenz wird bereitgestellt:
{\displaystyle {\begin{aligned}\nabla \cdot {\boldsymbol {\sigma }}&=G\left[\Delta {\vec {u}}+\nabla (\nabla \cdot {\vec {u}})+{\frac {2\nu }{1-2\nu }}\nabla \cdot {\big (}(\nabla \cdot {\vec {u}})\mathbf {1} {\big )}\right]\\&=G\left[\Delta {\vec {u}}+{\frac {1}{1-2\nu }}\nabla (\nabla \cdot {\vec {u}})\right]\end{aligned}}}
In Kombination mit dem obigen Bewegungsgesetz {\displaystyle (\varrho {\ddot {\vec {u}}}=\nabla \cdot {\boldsymbol {\sigma }}+\varrho {\vec {k}})} führt das auf die Navier-Cauchy-Gleichungen:
{\displaystyle {\begin{aligned}\varrho {\ddot {\vec {u}}}&=G\left[\Delta {\vec {u}}+{\frac {1}{1-2\nu }}\nabla (\nabla \cdot {\vec {u}})\right]+\varrho {\vec {k}}\\&=\mu \Delta {\vec {u}}+(\lambda +\mu )\nabla (\nabla \cdot {\vec {u}})+\varrho {\vec {k}}\end{aligned}}}
In der letzten Gleichung wurden alternativ die erste und zweite Lamé-Konstante λ und μ eingesetzt. Gelegentlich ist es bequem noch die Identität {\displaystyle \Delta {\vec {u}}=\nabla (\nabla \cdot {\vec {u}})-\nabla \times (\nabla \times {\vec {u}})} auszunutzen:
{\displaystyle \varrho {\ddot {\vec {u}}}=(\lambda +2\mu )\nabla (\nabla \cdot {\vec {u}})-\mu \nabla \times (\nabla \times {\vec {u}})+\varrho {\vec {k}}}
Das Kreuzprodukt × mit dem Nabla-Operator bildet die Rotation eines Vektorfeldes.

## Koordinaten der Navier-Cauchy Gleichungen
Die Navier-Cauchy Gleichungen sind in kartesischen-,
zylinder- und Kugelkoordinaten bekannt.

### Kartesische Koordinaten
{\displaystyle {\begin{aligned}\varrho {\ddot {u}}_{x}&=\mu \Delta u_{x}+(\lambda +\mu ){\frac {\partial }{\partial x}}\left({\frac {\partial u_{x}}{\partial x}}+{\frac {\partial u_{y}}{\partial y}}+{\frac {\partial u_{z}}{\partial z}}\right)+\varrho k_{x}\\\varrho {\ddot {u}}_{y}&=\mu \Delta u_{y}+(\lambda +\mu ){\frac {\partial }{\partial y}}\left({\frac {\partial u_{x}}{\partial x}}+{\frac {\partial u_{y}}{\partial y}}+{\frac {\partial u_{z}}{\partial z}}\right)+\varrho k_{y}\\\varrho {\ddot {u}}_{z}&=\mu \Delta u_{z}+(\lambda +\mu ){\frac {\partial }{\partial z}}\left({\frac {\partial u_{x}}{\partial x}}+{\frac {\partial u_{y}}{\partial y}}+{\frac {\partial u_{z}}{\partial z}}\right)+\varrho k_{z}\end{aligned}}}
mit {\displaystyle \Delta f={\frac {\partial ^{2}f}{\partial x^{2}}}+{\frac {\partial ^{2}f}{\partial y^{2}}}+{\frac {\partial ^{2}f}{\partial z^{2}}}}.

### Zylinderkoordinaten
{\displaystyle {\begin{aligned}\varrho {\ddot {u}}_{\rho }&=\mu \left(\Delta u_{\rho }-{\frac {u_{\rho }}{\rho ^{2}}}-{\frac {2}{\rho ^{2}}}{\frac {\partial u_{\varphi }}{\partial \varphi }}\right)\\&+(\lambda +\mu ){\frac {\partial }{\partial \rho }}\left({\frac {1}{\rho }}{\frac {\partial }{\partial \rho }}(\rho u_{\rho })+{\frac {1}{\rho }}{\frac {\partial u_{\varphi }}{\partial \varphi }}+{\frac {\partial u_{z}}{\partial z}}\right)+\varrho k_{\rho }\\\varrho {\ddot {u}}_{\varphi }&=\mu \left(\Delta u_{\varphi }-{\frac {u_{\varphi }}{\rho ^{2}}}+{\frac {2}{\rho ^{2}}}{\frac {\partial u_{\rho }}{\partial \varphi }}\right)\\&+(\lambda +\mu ){\frac {1}{\rho }}{\frac {\partial }{\partial \varphi }}\left({\frac {1}{\rho }}{\frac {\partial }{\partial \rho }}(\rho u_{\rho })+{\frac {1}{\rho }}{\frac {\partial u_{\varphi }}{\partial \varphi }}+{\frac {\partial u_{z}}{\partial z}}\right)+\varrho k_{\varphi }\\\varrho {\ddot {u}}_{z}&=\mu \Delta u_{z}\\&+(\lambda +\mu ){\frac {\partial }{\partial z}}\left({\frac {1}{\rho }}{\frac {\partial }{\partial \rho }}(\rho u_{\rho })+{\frac {1}{\rho }}{\frac {\partial u_{\varphi }}{\partial \varphi }}+{\frac {\partial u_{z}}{\partial z}}\right)+\varrho k_{z}\end{aligned}}}
mit {\displaystyle \Delta f={\frac {1}{\rho }}{\frac {\partial }{\partial \rho }}\left(\rho {\frac {\partial f}{\partial \rho }}\right)+{\frac {1}{\rho ^{2}}}{\frac {\partial ^{2}u_{\varphi }}{\partial \varphi ^{2}}}+{\frac {\partial ^{2}u_{z}}{\partial z^{2}}}}.

### Kugelkoordinaten
Die Formulierung benutzt den Sinus und Cosinus sin bzw. cos und den Tangens tan.
{\displaystyle {\begin{aligned}\varrho {\ddot {u}}_{r}&=\mu \left(\Delta u_{r}-{\frac {2u_{r}}{r^{2}}}-{\frac {2}{r^{2}\sin(\vartheta )}}{\frac {\partial u_{\varphi }}{\partial \varphi }}-{\frac {2u_{\vartheta }}{r^{2}\tan(\vartheta )}}-{\frac {2}{r^{2}}}{\frac {\partial u_{\vartheta }}{\partial \vartheta }}\right)+\varrho k_{r}\\&+(\lambda +\mu ){\frac {\partial }{\partial r}}\left({\frac {1}{r^{2}}}{\frac {\partial }{\partial r}}(r^{2}u_{r})+{\frac {1}{r\sin(\vartheta )}}{\frac {\partial }{\partial \vartheta }}{\big (}u_{\vartheta }\sin(\vartheta ){\big )}+{\frac {1}{r\sin(\vartheta )}}{\frac {\partial u_{\varphi }}{\partial \varphi }}\right)\\\varrho {\ddot {u}}_{\vartheta }&=\mu \left(\Delta u_{\vartheta }+{\frac {2}{r^{2}}}{\frac {\partial u_{r}}{\partial \vartheta }}-{\frac {u_{\vartheta }}{r^{2}\sin ^{2}(\vartheta )}}-2{\frac {\cos(\vartheta )}{r^{2}\sin ^{2}(\vartheta )}}{\frac {\partial u_{\varphi }}{\partial \varphi }}\right)+\varrho k_{\vartheta }\\&+{\frac {\lambda +\mu }{r}}{\frac {\partial }{\partial \vartheta }}\left({\frac {1}{r^{2}}}{\frac {\partial }{\partial r}}(r^{2}u_{r})+{\frac {1}{r\sin(\vartheta )}}{\frac {\partial }{\partial \vartheta }}{\big (}u_{\vartheta }\sin(\vartheta ){\big )}+{\frac {1}{r\sin(\vartheta )}}{\frac {\partial u_{\varphi }}{\partial \varphi }}\right)\\\varrho {\ddot {u}}_{\varphi }&=\mu \left(\Delta u_{\varphi }-{\frac {u_{\varphi }}{r^{2}\sin ^{2}(\vartheta )}}+{\frac {2}{r^{2}\sin(\vartheta )}}{\frac {\partial u_{r}}{\partial \varphi }}+{\frac {2\cos(\vartheta )}{r^{2}\sin ^{2}(\vartheta )}}{\frac {\partial u_{\vartheta }}{\partial \varphi }}\right)+\varrho k_{\varphi }\\&+{\frac {\lambda +\mu }{r\sin(\vartheta )}}{\frac {\partial }{\partial \varphi }}\left({\frac {1}{r^{2}}}{\frac {\partial }{\partial r}}(r^{2}u_{r})+{\frac {1}{r\sin(\vartheta )}}{\frac {\partial }{\partial \vartheta }}{\big (}u_{\vartheta }\sin(\vartheta ){\big )}+{\frac {1}{r\sin(\vartheta )}}{\frac {\partial u_{\varphi }}{\partial \varphi }}\right)\end{aligned}}}
mit {\displaystyle \Delta f={\frac {\partial ^{2}f}{\partial \rho ^{2}}}+{\frac {2}{r}}{\frac {\partial f}{\partial \rho }}+{\frac {1}{r^{2}\sin(\vartheta )}}{\frac {\partial }{\partial \vartheta }}\left(\sin(\vartheta ){\frac {\partial f}{\partial \vartheta }}\right)+{\frac {1}{r^{2}\sin ^{2}(\vartheta )}}{\frac {\partial ^{2}f}{\partial \varphi ^{2}}}}.

## Randbedingungen
Im konkreten Berechnungsfall der Navier-Cauchy-Gleichungen sind Randbedingungen zu definieren. Als geometrische oder Dirichlet-Randbedingungen werden in den Auflagern die Verschiebung vorgegeben, oftmals ganz unterdrückt. Die dynamischen oder Neumann-Randbedingungen entsprechen flächenverteilten Kräften {\displaystyle {\vec {t}}} (Vektoren mit der Dimension Kraft pro Fläche), die auf Oberflächen des Körpers wirken.

## Lösungsmethoden
Für einfache Fälle, siehe das Beispiel unten, gerade Stäbe und ebene Scheiben können analytische Lösungen angegeben werden. Bei unregelmäßig geformten Körpern bietet sich als numerisches Werkzeug die Verschiebungsmethode in der Finite-Elemente-Methode an.

## Spezialfälle

### Ebene Probleme
Analytische Lösungen für die dreidimensionalen Navier-Cauchy-Gleichungen sind schwer aufzufinden. Die meisten erlangten Lösungen basieren auf 2-dimensionalen Modellen:
Ebener Verzerrungszustand
Hier verschwindenden alle Verzerrungen in Dickenrichtung was bei sehr dicken oder langen zylindrischen Körpern vorkommt.
Ebener Spannungszustand
Bei ihm verschwindenden Spannungen in Dickenrichtung, was in dünnen Flächenträgern vorkommt. Im Inneren von Körpern kann dieser Zustand bei ortsabhängigen Spannungen nur näherungsweise erfüllt sein.
Verallgemeinerter ebener Spannungszustand
Wegen dieses Mangels des ebenen Spannungszustands wurde eine Theorie entwickelt, die mit über die Dicke gemittelten Größen arbeitet.
Antiebener Verzerrungszustand
Dieses Modell setzt ausschließlich Verschiebungen in Dickenrichtung voraus.
Axialsymmetrischer Verzerrungszustand.
Dies ist die Formulierung in #Zylinderkoordinaten, wo eine Abhängigkeit von der Umfangsrichtung φ entfällt.
Der ebene Verzerrungszustand und der ebene Spannungszustand sind die fundamentalen ebenen Theorien und liefern sehr ähnliche Feldgleichungen. Diese können auf nur eine Gleichung in einer unbekannten, die Airy’sche Spannungsfunktion zurückgeführt werden.
Die weitreichenden Eigenschaften komplexwertiger Funktionen können mit dem Ansatz U := u+iv ausgenutzt werden, wo i die imaginäre Einheit ist. Im statischen Fall führt dieser Ansatz auf
{\displaystyle 2\mu {\frac {\partial ^{2}U}{\partial {\bar {z}}\partial z}}+(\lambda +\mu ){\frac {\partial }{\partial {\bar {z}}}}\left({\frac {\partial U}{\partial z}}+{\frac {\partial {\bar {U}}}{\partial z}}\right)=0}
Darin stellt der Überstrich den konjugiert komplexen Wert dar. Die allgemeine Lösung dieser Gleichung lässt sich mit zwei zu bestimmenden Funktionen Φ und Ψ darstellen:
{\displaystyle 2\mu U=\gamma \Phi (z)-z{\overline {\Phi '(z)}}-{\overline {\Psi (z)}}}
Der Parameter γ hängt von der Querkontraktionszahl ab:
{\displaystyle \gamma ={\begin{cases}3-4\nu &{\text{im ebenen Spannungszustand}}\\{\frac {3-\nu }{1+\nu }}&{\text{im ebenen Verzerrungszustand}}\end{cases}}}
Siehe Airysche Spannungsfunktion#Darstellung mit komplexen Funktionen.

### Harmonische Schwerkraft
Im Gleichgewicht schreiben sich die Navier-Cauchy-Gleichungen
{\displaystyle {\vec {0}}=(\lambda +2\mu )\nabla (\nabla \cdot {\vec {u}})-\mu \nabla \times (\nabla \times {\vec {u}})+\varrho {\vec {k}}}
Die Divergenz (𝜵·) und Rotation (𝜵×) dieser Gleichung liefern:
{\displaystyle {\begin{aligned}(\lambda +2\mu )\Delta (\nabla \cdot {\vec {u}})=(\lambda +2\mu )\nabla \cdot (\Delta {\vec {u}})&=-\nabla \cdot (\varrho {\vec {k}})\\\mu \nabla \times (\Delta {\vec {u}})&=-\nabla \times (\varrho {\vec {k}})\end{aligned}}}
Wenn die Schwerkraft {\displaystyle \varrho {\vec {k}}} sowohl divergenz- als auch rotationsfrei ist, dann resultiert
{\displaystyle \nabla \cdot (\Delta {\vec {u}})=0\quad {\text{und}}\quad \nabla \times (\Delta {\vec {u}})={\vec {0}}}
Ein Vektorfeld, dessen Divergenz und Rotation verschwinden, ist harmonisch, so dass im Gleichgewicht von {\displaystyle \nabla \cdot (\varrho {\vec {k}})=0} und {\displaystyle \operatorname {rot} (\varrho {\vec {k}})={\vec {0}}} auf
{\displaystyle \Delta \Delta {\vec {u}}={\vec {0}}}
geschlossen werden kann. Letzteres ist die sogenannte biharmonische Differentialgleichung.

### Inkompressibilität
Bei Inkompressibilität verschwindet die Spur des Verzerrungstensors, denn sie gibt die Volumendehnung an:
{\displaystyle \operatorname {Sp} ({\boldsymbol {\varepsilon }})={\frac {1}{2}}\operatorname {Sp} (\nabla \otimes {\vec {u}}+\nabla \otimes {\vec {u}}^{\top })=\operatorname {Sp} (\nabla \otimes {\vec {u}})=\nabla \cdot {\vec {u}}=0}
Bei Inkompressibilität ist der Kugel-Anteil des Spannungstensors unbestimmt und wird zum Drucktensor zusammengefasst:
{\displaystyle {\boldsymbol {\sigma }}=-p\mathbf {1} +2G{\boldsymbol {\varepsilon }}=-p\mathbf {1} +G\nabla \otimes {\vec {u}}+G\nabla \otimes {\vec {u}}^{\top }}
Der Skalar p ist der Druck, der sich erst im konkreten Berechnungsfall aus den Randbedingungen und Naturgesetzen ergibt. Für die Divergenz des Spannungstensors hat dies die Konsequenz (siehe die obigen Anmerkungen):
{\displaystyle {\begin{aligned}\nabla \cdot {\boldsymbol {\sigma }}&=-\nabla \cdot (p\mathbf {1} )+G\nabla \cdot (\nabla \otimes {\vec {u}})+G\nabla \cdot (\nabla \otimes {\vec {u}})^{\top }\\&=-\nabla p+G\Delta {\vec {u}}+G\nabla (\nabla \cdot {\vec {u}})\\&=-\nabla p+G\Delta {\vec {u}}\end{aligned}}}
Das erste Cauchy-Euler’sche Bewegungsgesetz schreibt sich dann
{\displaystyle \varrho {\ddot {\vec {u}}}=\nabla \cdot {\boldsymbol {\sigma }}+\varrho {\vec {k}}=-\nabla p+G\Delta {\vec {u}}+\varrho {\vec {k}}\,.}
Zu diesen drei Gleichungen in den vier Unbekannten {\displaystyle \{p,{\vec {u}}\}} wird noch {\displaystyle \nabla \cdot {\vec {u}}=0} zum Abschluss benötigt.

### Wellengleichungen
Division der Navier-Cauchy-Gleichung mit Rotation durch die Dichte ergibt bei vernachlässigbarer Schwerkraft:
{\displaystyle {\begin{aligned}{\ddot {\vec {u}}}&={\frac {\lambda +2\mu }{\varrho }}\nabla (\nabla \cdot {\vec {u}})-{\frac {\mu }{\varrho }}\nabla \times (\nabla \times {\vec {u}})\\=:&c_{l}^{2}\nabla (\nabla \cdot {\vec {u}})-c_{t}^{2}\nabla \times (\nabla \times {\vec {u}})\end{aligned}}}
Die Faktoren cl und ct haben die Dimension einer Geschwindigkeit. Gemäß dem Helmholtz-Theorem lässt sich jedes reale Verschiebungsfeld eindeutig in einen divergenzfreien und einen rotationsfreien Anteil zerlegen:
{\displaystyle {\vec {u}}={\vec {u}}_{l}+{\vec {u}}_{t}} mit {\displaystyle \nabla \times {\vec {u}}_{l}={\vec {0}}} und {\displaystyle \nabla \cdot {\vec {u}}_{t}=0}
Für den rotationsfreien Anteil gibt es ein Skalarpotential, dessen Gradientenfeld er ist, und für den divergenzfreien Anteil existiert ein Vektorfeld, dessen Rotation er ist:
{\displaystyle {\begin{aligned}{\vec {u}}_{l}&=\nabla \varphi \,,\quad {\vec {u}}_{t}=\nabla \times {\vec {a}}\\{\vec {u}}&=\nabla \varphi +\nabla \times {\vec {a}}\end{aligned}}}
Dies in die Navier-Cauchy-Gleichung eingesetzt
{\displaystyle {\ddot {\vec {u}}}={\frac {\partial ^{2}}{\partial t^{2}}}\nabla \varphi +{\frac {\partial ^{2}}{\partial t^{2}}}\nabla \times {\vec {a}}=c_{l}^{2}\nabla (\nabla \cdot \nabla \varphi )-c_{t}^{2}\nabla \times (\nabla \times (\nabla \times {\vec {a}}))}
zeigt mit {\displaystyle \nabla \times (\nabla \times {\vec {f}})=\nabla (\nabla \cdot {\vec {f}})-\Delta {\vec {f}}} und Δ = 𝜵2:
{\displaystyle {\begin{aligned}{\frac {\partial ^{2}}{\partial t^{2}}}\nabla \varphi +{\frac {\partial ^{2}}{\partial t^{2}}}\nabla \times {\vec {a}}&=c_{l}^{2}\nabla (\Delta \varphi )-c_{t}^{2}\nabla (\nabla \cdot (\nabla \times {\vec {a}}))+c_{t}^{2}\Delta \nabla \times {\vec {a}}\\&=c_{l}^{2}\nabla \Delta \varphi +c_{t}^{2}\nabla \times \Delta {\vec {a}}\end{aligned}}}
oder umgestellt mithilfe vom Satz von Schwarz, der die Reihenfolge der Ableitungen freigibt:
{\displaystyle \nabla \left({\frac {\partial ^{2}\varphi }{\partial t^{2}}}-c_{l}^{2}\Delta \varphi \right)+\nabla \times \left({\frac {\partial ^{2}{\vec {a}}}{\partial t^{2}}}-c_{t}^{2}\Delta {\vec {a}}\right)={\vec {0}}}
Diese Gleichung wird gewiss erfüllt, wenn die in den Klammern stehenden Terme verschwinden, die Wellengleichungen darstellen:
{\displaystyle {\begin{aligned}{\frac {\partial ^{2}\varphi }{\partial t^{2}}}-c_{l}^{2}\Delta \varphi &=0\\{\frac {\partial ^{2}{\vec {a}}}{\partial t^{2}}}-c_{t}^{2}\Delta {\vec {a}}&={\vec {0}}\end{aligned}}}
Die obere Gleichung beschreibt Longitudinalwellen, die sich mit der Geschwindigkeit
{\displaystyle c_{l}={\sqrt {\frac {\lambda +2\mu }{\varrho }}}}
ausbreiten und die untere Transversalwellen, die sich mit der Geschwindigkeit
{\displaystyle c_{t}={\sqrt {\frac {\mu }{\varrho }}}}
fortpflanzen. Wegen {\displaystyle c_{l}>c_{t}} werden Longitudinalwellen als P-Wellen (Primärwellen) und die Transversalwellen als S-Wellen (Sekundärwellen) bezeichnet, denn diese treffen später ein.

## Beispiel

Longitudinalwellen eines elastischen Stabes in den ersten beiden Moden

Bei der Longitudinalwelle des geraden Stabes, der in 1-Richtung liegt (im Bild waagerecht), bewegen sich alle Querschnittsflächen parallel zur 1-Richtung und Schubverzerrungen treten nicht auf.
Unter Vernachlässigung der Schwerebeschleunigung lautet die Navier-Cauchy-Gleichung in 1-Richtung:
{\displaystyle {\begin{aligned}\rho {\frac {\partial ^{2}u_{1}}{\partial t^{2}}}&=G{\Bigg [}{\frac {\partial ^{2}u_{1}}{\partial x_{1}^{2}}}+{\frac {\partial ^{2}u_{1}}{\partial x_{2}^{2}}}+{\frac {\partial ^{2}u_{1}}{\partial x_{3}^{2}}}\\&\qquad +{\frac {1}{1-2\nu }}\left({\frac {\partial ^{2}u_{1}}{\partial x_{1}\partial x_{1}}}+{\frac {\partial ^{2}u_{2}}{\partial x_{1}\partial x_{2}}}+{\frac {\partial ^{2}u_{3}}{\partial x_{1}\partial x_{3}}}\right){\Bigg ]}\end{aligned}}}
Aus der Querdehnung in k-Richtung (k=2, 3)
{\displaystyle \varepsilon _{kk}=-\nu \varepsilon _{11}\quad \rightarrow \;{\frac {\partial u_{k}}{\partial x_{k}}}=-\nu {\frac {\partial u_{1}}{\partial x_{1}}}\quad \rightarrow \;{\frac {\partial ^{2}u_{k}}{\partial x_{1}\partial x_{k}}}=-\nu {\frac {\partial ^{2}u_{1}}{\partial x_{1}^{2}}}}
und der Abwesenheit von Schubverzerrungen
{\displaystyle \varepsilon _{1k}={\frac {1}{2}}\left({\frac {\partial u_{1}}{\partial x_{k}}}+{\frac {\partial u_{k}}{\partial x_{1}}}\right)=0\quad \rightarrow \;{\frac {\partial ^{2}u_{1}}{\partial x_{k}^{2}}}=-{\frac {\partial ^{2}u_{k}}{\partial x_{1}\partial x_{k}}}=\nu {\frac {\partial ^{2}u_{1}}{\partial x_{1}^{2}}}}
folgt mit dem Elastizitätsmodul {\displaystyle E=2G(1+\nu )}:
{\displaystyle \rho {\frac {\partial ^{2}u_{1}}{\partial t^{2}}}=G\left[{\frac {\partial ^{2}u_{1}}{\partial x_{1}^{2}}}+2\nu {\frac {\partial ^{2}u_{1}}{\partial x_{1}^{2}}}+{\frac {1}{1-2\nu }}{\frac {\partial ^{2}u_{1}}{\partial x_{1}^{2}}}-{\frac {2\nu }{1-2\nu }}{\frac {\partial ^{2}u_{1}}{\partial x_{1}^{2}}}\right]=E{\frac {\partial ^{2}u_{1}}{\partial x_{1}^{2}}}}
Senkrecht zur Stabachse werden die Navier-Cauchy-Gleichungen verletzt, weswegen diese Näherung nur für schlanke Stäbe gültig ist.
Mit {\displaystyle u=u_{1}\,,\;x=x_{1}} und der Wellenausbreitungsgeschwindigkeit {\displaystyle c={\sqrt {E/\rho }}} ergibt sich die Schwingungsgleichung für den geraden Stab:
{\displaystyle {\frac {\partial ^{2}u}{\partial t^{2}}}=c^{2}{\frac {\partial ^{2}u}{\partial x^{2}}}}
Der Produktansatz {\displaystyle u(x,t)=aT(t)U(x)+C} mit freien Parametern a und C, die in der Schwingungsgleichung heraus fallen und der Anpassung an Randbedingungen dienen, sowie zwei noch zu bestimmenden Funktionen T und U ergibt:
{\displaystyle {\ddot {T}}U=c^{2}TU''\quad \rightarrow \quad {\frac {\ddot {T}}{T}}=c^{2}{\frac {U''}{U}}}
Der Strich ( )' gibt wie üblich die Ableitung nach der x-Koordinate wieder. Weil die Funktionen auf der linken Seite der letzten Gleichung nur von der Zeit und die auf der rechten Seite nur von der x-Koordinate abhängen, sind die Brüche Konstanten:
{\displaystyle {\begin{aligned}{\frac {\ddot {T}}{T}}&=-\omega ^{2}\rightarrow &T(t)&=\sin(\omega t+\alpha )\\{\frac {U''}{U}}&=-\lambda ^{2}\rightarrow &U(x)&=u\sin(\lambda x+\beta )\\-\omega ^{2}&=-c^{2}\lambda ^{2}\rightarrow &\omega &=\pm c\lambda \end{aligned}}}.
Die Amplitude der Funktion T und der Faktor a werden der Amplitude u der Funktion U zugeschlagen. Die Amplitude u, die Verschiebung C, die Kreisfrequenzen ω und λ sowie die Phasenwinkel α und β müssen an die Anfangs- und Randbedingungen angepasst werden. Bei fester Einspannung bei x0 ist
{\displaystyle U(x_{0})=u\sin(\lambda x_{0}+\beta )=0\quad \rightarrow \quad \beta =-\lambda x_{0}}
Andere Werte für β sind zwar möglich, führen aber auf gleichwertige Lösungen und Translationen werden mit dem Parameter C realisiert. An einem freien Ende bei x = x0 wird die Normalkraft N = E A U′(x0) vorgegeben, wo der Faktor E der Elastizitätsmodul und A die Querschnittsfläche des Stabes ist. So wird mit der Kraft die Ableitung der Funktion U am freien Ende festgelegt:
{\displaystyle U'(x_{0})=u\lambda \cos(\lambda x_{0}+\beta )={\frac {N}{EA}}}
Im konkreten Fall hier, wird anfänglich maximale Auslenkung mit
{\displaystyle T(0)=\sin(\alpha )=1\quad \rightarrow \quad \alpha ={\frac {\pi }{2}}\quad \rightarrow \quad T(t)=\cos(\omega t)},
feste Einspannung in C = x = 0, ein unbelastetes freies Ende bei x = L und anfängliche Auslenkung R am freien Ende angenommen:
{\displaystyle {\begin{aligned}U(0)&=0\quad \rightarrow \quad \beta =0\\U'(L)&=u\lambda \cos(\lambda L)\equiv 0\quad \rightarrow \quad \lambda ={\frac {(2n-1)\pi }{2L}}={\frac {\omega }{c}}\\U(L)&=R=u\sin \left({\frac {(2n-1)\pi }{2}}\right)=(-1)^{n+1}u\end{aligned}}}
Der Zähler n = 1,2,… beziffert den Schwingungsmode. Die finale Form der Bewegungsfunktion ist somit:
{\displaystyle u(x,t)=(-1)^{n+1}R\cos \left({\frac {(2n-1)\pi }{2}}{\frac {ct}{L}}\right)\sin \left({\frac {(2n-1)\pi }{2}}{\frac {x}{L}}\right)}
Das Bild zeigt die mit den Parametern aus der Tabelle berechnete Lösung.
| Parameter | Länge L | Endverschiebung R | Mode n | Wellengeschw. c |
| Einheit   | mm      | mm                | -      | mm/s            |
| Wert      | 100     | 10                | 1,2    | 1               |

Wegen {\displaystyle {\tfrac {2\cdot 2-1}{2\cdot 1-1}}=3} schwingt die zweite Mode dreimal schneller als die erste.